# Hodgesia
Hodgesia is een muggengeslacht uit de familie van de steekmuggen (Culicidae).

## Soorten
- H. bailyi Barraud, 1929
- H. cairnsensis Taylor, 1919
- H. cyptopus Theobald, 1909
- H. lampangensis Thurman, 1959
- H. malayi Leicester, 1908
- H. nigeriae Edwards, 1930
- H. psectropus Edwards, 1930
- H. quasisanguinae Leicester, 1908
- H. sanguinae Theobald, 1904
- H. solomonis Belkin, 1962
- H. spoliata Edwards, 1923